# Brachystegia allenii
Brachystegia allenii är en ärtväxtart som beskrevs av Burtt Davy och John Hutchinson. Brachystegia allenii ingår i släktet Brachystegia och familjen ärtväxter. Inga underarter finns listade i Catalogue of Life.